# Ebenezer J. Hill

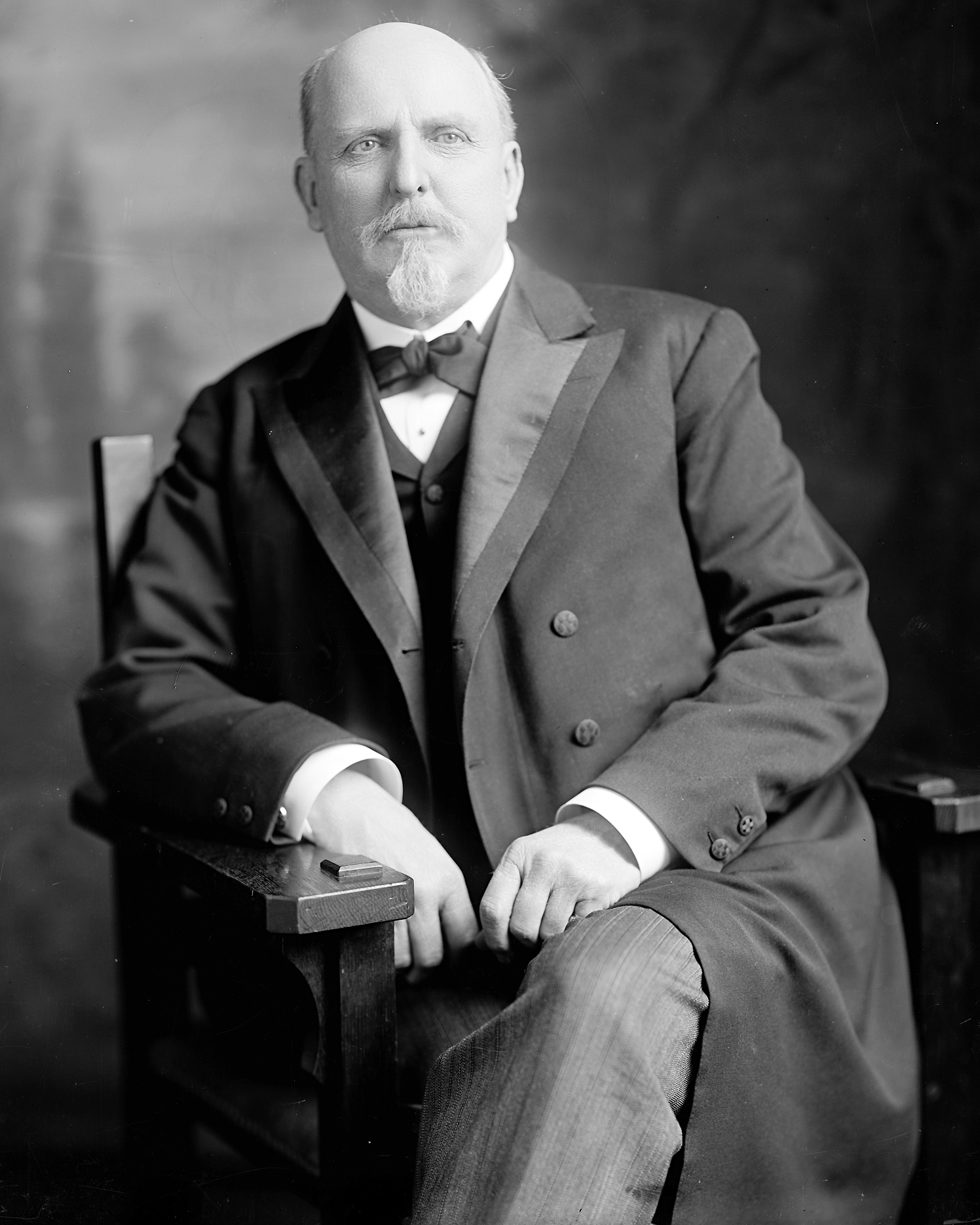
Ebenezer J. Hill

Ebenezer J. Hill (* 4. August 1845 in Redding, Connecticut; † 27. September 1917 in Norwalk, Connecticut) war ein US-amerikanischer Politiker. Zwischen 1895 und 1913 sowie von 1915 bis 1917 vertrat er den Bundesstaat Connecticut im US-Repräsentantenhaus.

## Werdegang
Ebenezer Hill besuchte die öffentlichen Schulen seiner Heimat und danach von 1865 bis 1866 das Yale College. Zwischen 1863 und 1865 unterbrach er seine Schulzeit, um während des Bürgerkrieges in der Armee der Union zu dienen. Später wurde er in Norwalk als Geschäftsmann und Bankier tätig. Politisch wurde Hill Mitglied der Republikanischen Partei. 1884 war er Delegierter zur Republican National Convention in Chicago. In den Jahren 1886 und 1887 gehörte er dem Senat von Connecticut an. Außerdem war er für eine Wahlperiode Vorstandsmitglied seiner Partei auf Staatsebene.
Bei den Kongresswahlen des Jahres 1894 wurde Hill im vierten Wahlbezirk von Connecticut in das US-Repräsentantenhaus in Washington, D.C. gewählt. Dort trat er am 4. März 1895 die Nachfolge des Demokraten Robert E. De Forest an. Nach acht Wiederwahlen konnte er bis zum 3. März 1913 neun zusammenhängende Legislaturperioden im Kongress absolvieren. In diese Zeit fiel der Spanisch-Amerikanische Krieg, in dessen Folge unter anderem die Philippinen unter amerikanische Hoheit kamen.
Zwischen 1909 und 1911 war Hill Vorsitzender des Ausschusses zur Kontrolle der Ausgaben des Finanzministeriums. Bei den Wahlen von 1912 unterlag er dem Demokraten Jeremiah Donovan, den er aber bei den folgenden Wahlen im Jahr 1914 schlagen konnte. Nach einer Wiederwahl im Jahr 1916 konnte Ebenezer Hill die Zeit zwischen dem 4. März 1915 und seinem Tod am 27. September 1917 als Kongressabgeordneter verbringen. In diese Zeit fiel der amerikanische Eintritt in den Ersten Weltkrieg. Nach der notwendig gewordenen Nachwahl fiel Hills Mandat an seinen Parteikollegen Schuyler Merritt.